# Plagiogramma epulo
Plagiogramma epulo är en skalbaggsart som först beskrevs av Sylvain Auguste de Marseul 1870.  Plagiogramma epulo ingår i släktet Plagiogramma och familjen stumpbaggar. Inga underarter finns listade i Catalogue of Life.